# Карпов, Николай Емельянович
Николай Емельянович Карпов (8 июля 1924, село Дурникино, Саратовская губерния — 24 апреля 2013) — работник советского сельского хозяйства, Герой Социалистического Труда.

## Биография
Родился 8 июля 1924 года в селе Дурникино (ныне — Подгорное Романовского района Саратовской области).
С 1942 года — на фронтах Великой Отечественной войны; участвовал в сражении на Курской дуге, освобождал Белоруссию, Польшу, брал Берлин; отмечен боевыми наградами.
В послевоенное время более 40 лет возглавлял тракторную бригаду № 1 колхоза им. Кирова, выращивая зерно и другую продукцию. За рекордные урожаи в 1958 году был удостоен высокого звания «Герой Социалистического Труда» с вручением Золотой Звезды Героя и ордена Ленина.
В 1963 году избирался депутатом Верховного Совета РСФСР. В составе правительственной делегации участвовал в открытии монумента Мамаев Курган в Волгограде, памятников в других городах.
Умер 24 апреля (по другим данным — 19 апреля) 2013 года.

## Награды
- две медали «За отвагу» (17.9.1944[5], 9.5.1945[6])
- медали «За взятие Берлина», «За освобождение Варшавы», «За победу над Германией»[2]
- звание «Герой Социалистического Труда» (1958)[2]:
  - медаль «Серп и Молот»
  - орден Ленина
- орден Отечественной войны II степени (6.4.1985)[7]